# Nordborg Kommune
| Basisdaten | Basisdaten        |
| ---------- | ----------------- |
| Fläche     | 124,78 km² (2006) |
| Einwohner  | 13.956 (2005)     |
| Internet   |                   |

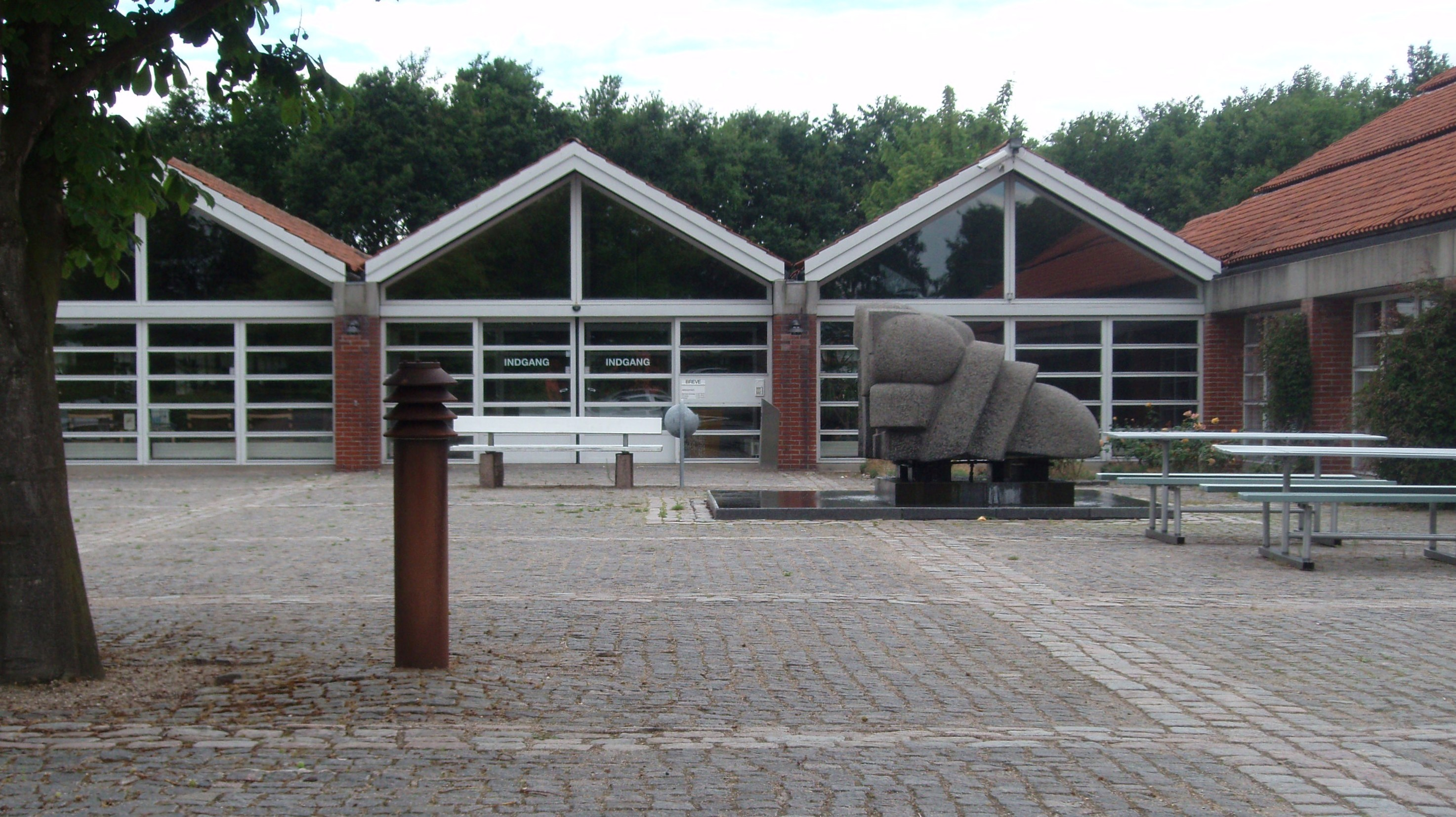
Norburger Rathaus

Nordborg Kommune (deutsch: Kommune Norburg) war eine Kommune im Sønderjyllands Amt (Nordschleswig) im südwestlichen Dänemark. Sie nahm knapp die nördliche Hälfte der Insel Als (deutsch: Alsen) ein und bestand seit 1970 aus den Kirchspielsgemeinden (dän.: Sogn) Egen (deutsch: Eken), Havnbjerg (deutsch: Hagenberg), Oksbøl (deutsch: Oxbüll), Svenstrup (deutsch: Schwenstrup) und Nordborg (deutsch: Norburg), welches bis 1970 aus der Fleckensgemeinde gleichen Namens und den Landgemeinden Pøl und Holm bestand. Zum Jahresende 2006 wurde die Nordborg Kommune aufgelöst und gemeinsam mit den Kommunen Augustenborg (deutsch: Augustenburg), Broager (deutsch: Broacker), Gråsten (deutsch: Gravenstein), Sønderborg (deutsch: Sonderburg), Sundeved (deutsch: Sundewitt) und Sydals (deutsch: Südalsen) zur neuen Großkommune Sønderborg zusammengelegt.